# Wilhelm Stegmann (Politiker)

Wilhelm Ferdinand Stegmann

Wilhelm Ferdinand Stegmann  (* 13. Juni 1899 in München; † 15. Dezember 1944 in Ipolyság) war ein deutscher  nationalsozialistischer Politiker und SA-Führer. Von 1930 bis 1933 war er Reichstagsabgeordneter der NSDAP.

## Leben
Stegmann war ein Sohn des Ferdinand Stegmann und seiner Ehefrau Kerszens, geb. Schmid. Von 1905 bis 1917 besuchte er die Volksschule und das Realgymnasium in München. Als Fahnenjunker nahm er ab 1917 im Königlich Bayerischen Infanterie-Leib-Regiment am Ersten Weltkrieg teil und wurde im Juni 1918 zum Leutnant befördert. Nach Kriegsende beteiligte sich Stegmann im Freikorps Epp 1919 an Kämpfen in München und 1920 im Ruhrgebiet.
Ein Studium der Landwirtschaft an der Technischen Hochschule München schloss Stegmann 1923 als Diplom-Landwirt ab. In dieser Zeit lernte er Heinrich Himmler kennen. Bis 1926 war er Gutsinspektor auf der Fürstlich Hohenloheschen Domäne Schillingsfürst in Franken, die er 1926 bis vermutlich 1933 als Pächter übernahm, wobei er sich hoch verschuldete. Am 15. September 1923 heiratete Stegmann Emmy Holz. Aus der Ehe gingen vier Kinder hervor.
Etwa zeitgleich zur Tätigkeit als Gutsinspektor war Stegmann Führer der Ortsgruppe Schillingsfürst des Bundes Oberland. Der NSDAP trat Stegmann am 14. Dezember 1925 (Mitgliedsnummer 24.713) bei. 1926 wurde er Mitglied der SA. Ab 1926 war er als Propagandaredner der NSDAP mehrmals in Neustadt an der Aisch und Umgebung sowie 1932 bei der ersten mittelfränkischen SA-Führervorschule auf Burg Hoheneck in Ipsheim tätig. 1929 und 1930 führte er die SA-Standarte in Ansbach und bis 1932 als Gausturmführer die SA in ganz Franken. Am 15. September 1932 wurde er zum SA-Gruppenführer befördert.
In der NSDAP war Stegmann von 1929 bis 1931 Bezirksleiter im Gau Mittelfranken. Am 14. September 1930 wurde Stegmann für den Wahlkreis 26 in den Reichstag gewählt. Am 12. Mai 1932 war Stegmann an einem tätlichen Angriff auf den Journalisten Helmuth Klotz im Restaurant des Reichstages beteiligt. Stegmann wurde zusammen mit drei weiteren NSDAP-Abgeordneten für 30 Tage aus dem Parlament ausgeschlossen; die Sitzung musste abgebrochen werden, da sich die Ausgeschlossenen weigerten, das Plenum zu verlassen. Am 14. Mai wurde Stegmann wie auch die NSDAP-Abgeordneten Fritz Weitzel und Edmund Heines vom Schnellschöffengericht Berlin-Mitte zu drei Monaten Gefängnis wegen gemeinschaftlicher Körperverletzung und tätlicher Beleidigung verurteilt.
Im Dezember 1932 geriet Stegmann in Konflikt mit seinem Gauleiter Julius Streicher: Die Gauleitung hatte Gelder einbehalten, die für die SA vorgesehen waren. Am 13. Januar 1933 gab Stegmann sein Reichstagsmandat auf, nachdem er zur Mandatsniederlegung gedrängt worden war. Für Stegmann rückte Johann Appler in den Reichstag nach. Am 18. Januar wurde Stegmann Führer des neu gegründeten Freikorps Franken und gab zudem ab Februar die Zeitschrift Das Freikorps, Kampfblatt für die Sauberkeit und Reinheit der Nationalsozialistischen Idee heraus. Am 19. Januar trat Stegmann aus der NSDAP aus und kam damit seinem Ausschluss aus Partei und SA wegen „Meuterei“ um einen Tag zuvor. Stegmanns neuer Organisation schlossen sich etwa 1.000 Mitglieder an, vorwiegend SA-Mitglieder aus Franken und Gruppen im Ruhrgebiet. Zwischen 1.500 und 2.000 NSDAP-Mitglieder verließen zusammen mit Stegmann die Partei. Im Reichstagswahlkampf vom März 1933 unterstützte das Freikorps Hitler, weil er den „wahren Nationalsozialismus“ vertrat, agitierte jedoch gegen Streicher.
Nach der Reichstagswahl wurden Stegmanns Freikorps und seine Zeitschrift am 13. März 1933 verboten. Stegmann selber wurde am 23. März 1933 verhaftet und in einem Konzentrationslager in „Schutzhaft“ genommen – offiziell wegen eines geplanten Attentats auf Julius Streicher. Knapp drei Jahre später, am 14. Februar 1936, wurde Stegmann vom Sondergericht beim Landgericht Nürnberg-Fürth zu 18 Monaten Gefängnis verurteilt. Bis 1938 wurde er im Gefängnis Nürnberg, dem Zuchthaus Ebrach, einem Gestapo-Gefängnis in Berlin sowie im KZ Buchenwald festgehalten. Die Freilassung erfolgte auf Intervention Himmlers; danach übernahm Stegmann eine Braunschweiger Staatsdomäne.
„Zur Bewährung“ und zur „Wiederherstellung der Ehre“ wurde Stegmann 1944 eingezogen: Als SS-Obersturmführer der Reserve kam er zur SS-Sondereinheit Dirlewanger, einer Einheit, in der ehemalige Strafgefangene und KZ-Häftlinge dienten. Er fiel an der Ostfront bei den Kämpfen um Budapest.